# Luciana (chanteuse)
Pour les articles homonymes, voir Caporaso.
Luciana (née Luciana Caporaso le 23 juin 1977 à Londres) est une chanteuse d'electro house.
Connue pour ses nombreux featurings, elle a sorti de nombreux titres avec le groupe Bodyrox dont Yeah Yeah et What Planet You On?.
Luciana a aussi enregistré en 2010 le titre Figure It Out avec Dave Audé sous le pseudonyme : Isha Coco

## Discographie
- Yeah Yeah
- What Planet You On?
- All Of Me
- Strange
- Emily
- From London With Love
- Meet Me At The ybar
- Spend The Night
- Cover Boy
- Viva la Difference
- Say What You Wanna Say
- Make Boys Cry (David Vendetta feat Luciana)
- Come on girl
- I like that
- We Own The Night - Tiësto|Wolfgang Gartner feat. Luciana
- Big Dipper - The Cataracs feat. Luciana
- Arcadia - Hardwell & Joey Dale feat. Luciana
- Bombs Away - Everybody Stand Up feat. Luciana
- Baila conmigo - Juan Magan feat. Luciana
- Will Sparks, Tyron Hapi & Luciana - Gorilla (Official Lyric Video)
- Bad Connection - Will Sparks & Luciana
- No Heroes - Firebeatz & KSHMR ft. Luciana
- Dogs - KSHMR ft. Luciana
- Burn - KSHMR & DallasK ft. Luciana
- Fireflies - Bassjackers ft. Luciana